# Aeroportul Sidi Bel Abbes
Aeroportul Sidi Bel Abbes (IATA: BFW, ICAO: DAOS) este un aeroport din Provincia Sidi Bel Abbès, Algeria ce deservește zona Sidi Bel Abbès.
Situat la o altitudine de 492 m, aeroportul dispune de o singură pistă.